# 838
838 (DCCCXXXVIII) fue un año común comenzado en martes del calendario juliano, en vigor en aquella fecha.

## Acontecimientos

### En Europa
- En el sur de Francia, los piratas árabes sarracenos someten a la esclavitud a los habitantes de Marsella.
- En Galicia se refugia el bereber Mahmud ben Abd al-Chabbar, que fue apoyado por Alfonso II, al que posteriormente traiciona.
- El puerto de Amalfi (cerca de Nápoles) es sometido por Sicardo de Benevento.
- 26 de diciembre: una gran parte del noroeste de los Países Bajos es inundada por una tormenta. El obispo aragonés Prudencio de Troyes (f. 861) describió esta inundación, y afirmó que murieron al menos 2437 personas. Esta inundación también se describe en los Annales xantenses.

### En Asia
- En Anatolia (Turquía), el califa abbasí Al-Mutasim conquista la ciudad de Amorium.

## Fallecimientos
- San Federico, obispo de Utrecht.